# World Club Challenge 2016
El World Club Challenge de 2016 fue la vigésimo cuarta edición del torneo de rugby league más importante de clubes a nivel mundial.

## Formato
Se enfrentan los campeones del año anterior de las dos ligas más importantes de rugby league del mundo, la National Rugby League y la Super League.

## Participantes
| Liga                       | Ganador                  |
| -------------------------- | ------------------------ |
| National Rugby League 2015 | North Queensland Cowboys |
| Super League XX            | Wigan Warriors           |

## Encuentro
| 21 de febrero de 2016 | Leeds Rhinos | 4 - 38 | North Queensland Cowboys | Headingley Rugby Stadium, Leeds |  |
|                       |              |        |                          | Asistencia: 21 011 espectadores |  |

| Bandera de Australia             |
| Campeón North Queensland Cowboys |
| Primer título                    |